# Doris Kunstmann
Doris Kunstmann, född 22 oktober 1941 i Hamburg, är en tysk skådespelerska.

## Roller i urval
- 1968 – Bora Bora - kärlekens ö
- 1971 – Trotta
- 1972 – Hundertwasser Regentag
- 1973 – Hitlers sista dagar
- 1992 – Ein Fall für zwei (TV-serie)
- 1997 – Funny Games
- 1999 – Cobra 11 (TV-serie)
- 2006 – Les Bronzés 3: amis pour la vie
- 2010 – SOKO Stuttgart (TV-serie)
- 2011 – Polizeiruf 110 (TV-serie)